# Tilt Brush
Tilt Brush es una aplicación de realidad virtual para pintar en 3D de Google, desarrollada originalmente por Skillman y Hackett.
El tráiler de avance de septiembre de 2014 (un vídeo de 1 minuto 47 segundos) transmite cómo funciona Tilt Brush.

## Controles

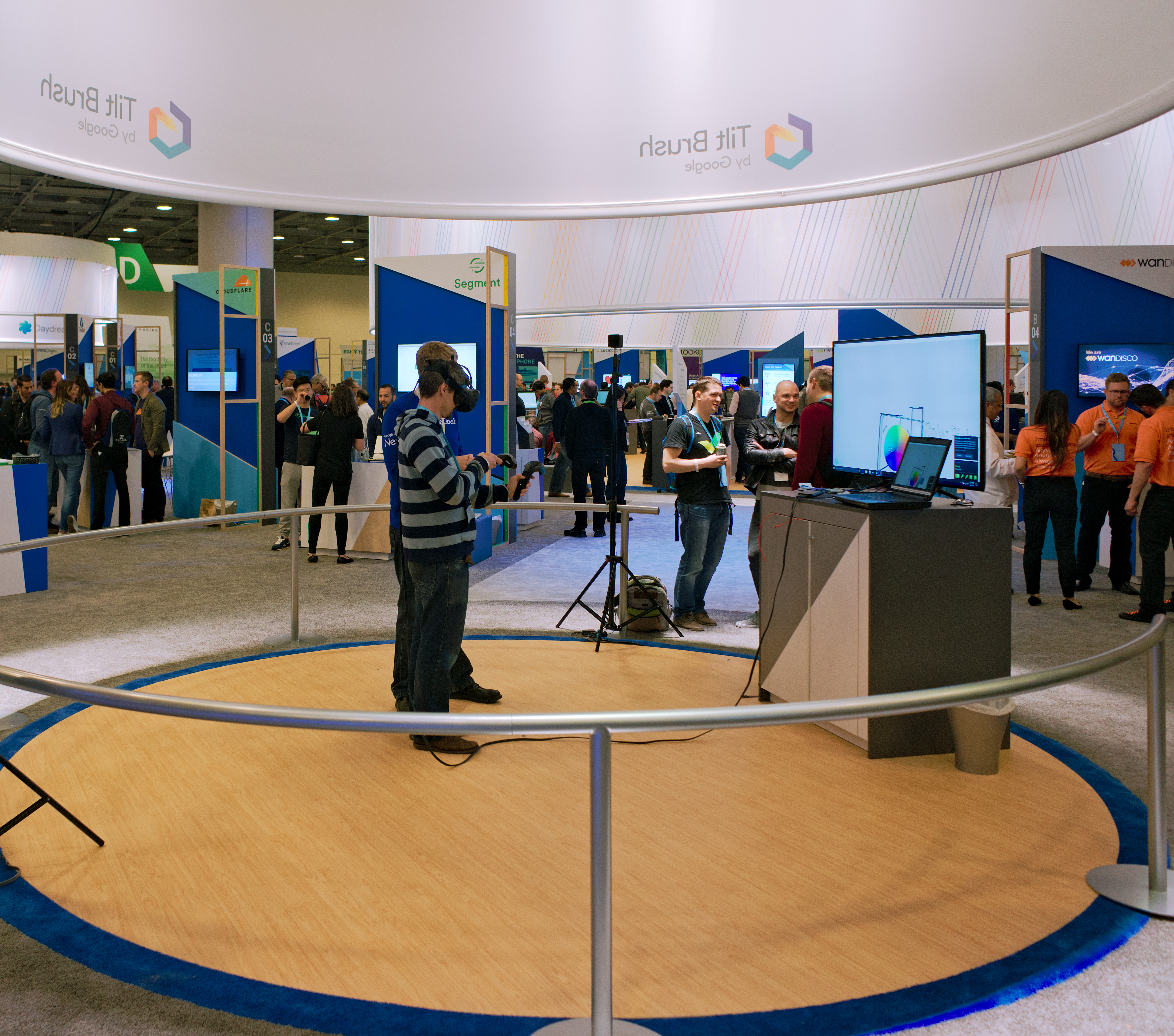
Demostración de Tilt Brush en Google Cloud Next 2017.

La aplicación está diseñada para interfaces de movimiento en 6 grados de libertad en realidad virtual. También hay una versión para teclado y ratón, pero no está disponible públicamente y se usa solo con fines de desarrollo. A los usuarios se les presenta una paleta virtual de la que pueden seleccionar entre uana gran variedad de tipos de pinceles y colores. El movimiento del mando en el espacio 3D crea pinceladas en el entorno virtual. Los usuarios pueden exportar sus creaciones de piezas de realidad virtual a escala de sala en formato .fbx, .usd y .json. También pueden capturar instantáneas, crear GIF animados, vídeos .mpeg o renderizar vídeos de 360 grados.

## Desarrollo
Tilt Brush fue desarrollado por Skillman y Hackett, siendo nominado en 2014 a cuatro premios Proto (denominados: «Mejor diseño de interacción», «Más innovador», «Mejor aplicación de realidad virtual en general» y «Mejor interfaz de usuario»), de los cuales ganó el premio a «Mejor interfaz de usuario». Google adquirió Tilt Brush en 2015, anunciado el 16 de abril de 2015. Tilt Brush se lanzó para HTC Vive inicialmente el 5 de abril de 2016, gratis al hacer un pedido anticipado de HTC Vive. El 24 de febrero de 2017, Tilt VR anunció que estaba disponible tanto en Oculus Rift como en Vive.
En el artículo de Fast Company sobre Tilt Brush, uno de los creadores dijo que la idea de dibujar en el espacio 3D surgió de un prototipo de un juego de ajedrez: «Hubo un feliz accidente. Tilt Brush surgió de un experimento con un prototipo de ajedrez en realidad virtual, donde accidentalmente comenzamos a pintar las piezas de ajedrez en el aire, y fue increíble». En las versiones anteriores de Tilt Brush, solo era posible dibujar en planos bidimensionales.
El 26 de enero de 2021, Google lanzó el código fuente del juego bajo la licencia Apache 2.0 en GitHub.

## Recepción
Ars Technica y otras páginas web se refirieron a Tilt Brush como la aplicación asesina de HTC Vive, elogiando la interfaz intuitiva del programa y la sensación de pintar en tres dimensiones. Edward Baig de USA Today dijo que el programa fue el único que le entusiasmó en el lanzamiento de la plataforma. Chris Suellentrop, del New York Times, escribió que el programa era más adecuado para principiantes que para orientarse a la ingeniería como Fantastic Contraption. En 2018, Tilt Brush se empleó por primera vez en informes de noticias de realidad mixta del estudio NBC News.

## Premios
- Best of Quest 2020: mejor herramienta de creatividad[21]
- Best of Quest 2019: herramienta de creatividad de realidad virtual del año[22]
- Webby Award 2018: mejor RV: interactivo, juego o en tiempo real[23]
- Cannes Lions 2017: 2 leones de oro (innovación, artesanía digital), 1 Plata[24]
- Premio Lumiere a la mejor experiencia de realidad virtual 2017[25]
- Cinequest 2017 Mejor experiencia interactiva[26]
- Mejor innovación CES 2017: realidad virtual[27]
- Premio a la innovación interactiva SXSW 2017 para RV/RA[28]
- Nominado al logro técnico de realidad inmersiva DICE 2017[29]
- The Vive Report: Mejor aplicación HTC Vive 2016[30]
- Premio de diseño e innovación 2016: Mejor aplicación[31]
- Ciclope 2016: Mejor realidad virtual: renderizado en tiempo real[32]
- Tech Crunch: Segunda mejor experiencia en RV 2016[33]
- Premios al juego del año en UploadVR 2016: mejor aplicación de creatividad [34]
- Android Central 2016: Mejor aplicación de realidad virtual [35]
- Mejor tecnología de 2016[36]
- Premios Proto 2016: Mejor en general, más innovador[37]
- Premios Unity 2016: Mejor proyecto que no sea un juego[38]
- Premios Unity 2015: Mejor experiencia de realidad virtual [39]
- Premios Proto 2014: Mejor interfaz de usuario[40]